# Malesien

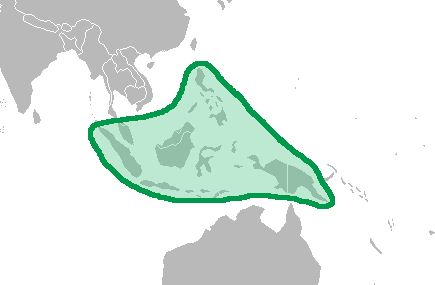
Malesien

Malesien ist eine phytogeografische Region und ist Teil der Paläotropis. Sie umfasst den Malaiischen Archipel von Sumatra und dem Süden der Halbinsel Malakka bis Neuguinea und dem Bismarck-Archipel sowie die Philippinen. Die natürliche Vegetation ist hauptsächlich tropischer Regenwald.

## Flora
Die malesische Flora zeichnet sich durch einige große Gattungen und Familien aus. Die Orchideen umfassen etwa 4000 Arten, die größten Gattungen sind Bulbophyllum und Dendrobium. 
Dominant sind Bäume vor allem aus folgenden Familien: Myrtaceae, Dipterocarpaceae, Myristicaceae, Sapotaceae, Fabaceae, Lauraceae, Annonaceae, Arecaceae und Moraceae. Die artenreichsten Gattungen sind Kirschmyrten, Ficus und Elaeocarpus mit jeweils über 400 Arten.

## Vegetation
Die natürliche Vegetation wird von tropischem Regenwald dominiert, der in den Tiefland- (bis 1200 m), unteren (1200–1500 m) und oberen (1500–3000 m) montanen Regenwald gegliedert wird. Daneben gibt es eigene Vegetationen auf Sonderstandorten, so die Regenwälder über Kalk, über ultrabasischem Gestein, Heidewälder auf podsolierten Sandböden, Mangroven und Sumpf-Regenwälder.
Ein zweiter Aspekt sind die laubwerfenden Monsunwälder in Gebieten mit einer ausgeprägten Trockenzeit.